# Павло від Хреста

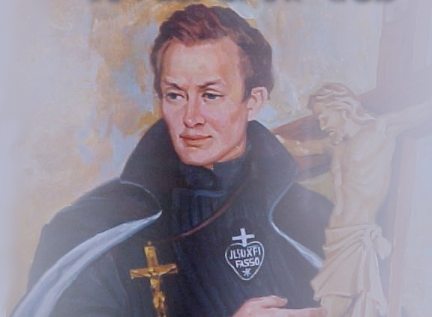
Павло від Хреста

Павло від Хреста (італ. Paolo della Croce; 3 січня 1694, Овада — 18 жовтня 1775, Рим) — італійський священник, містик, католицький святий, засновник Ордену пасіоністів.

## Біографія
Паоло Франческо Даней (італ. Paolo Francesco Danei) народився в багатій родині торговця. У 19 років пережив духовне навернення, прочитавши «Трактат любові до Бога» святого Франциска Салезького.
У 1714 році римський папа Бенедикт XIII закликав добровольців вступати у венеціанську армію, щоб воювати з турками. Павло вирушив до Венеції, щоб там вступити на військову службу. Через рік він зрозумів, що військова служба йому не підходить. У цей час він захоплюється кармелітською духовністю. Перебуваючи під впливом священників з чернечого ордену кармелітів, він приділяє велику увагу свого духовного життя, проводячи наступні п'ять років в постійній молитві і суворої аскези.
У 26 років він відчуває духовні бачення: йому є Діва Марія, яка дала йому чорне вбрання з вишитим на ньому білим хрестом і сказала, що він повинен заснувати нову чернечу конгрегацію, члени якої оплакували б Страсті Ісуса Христа. Після цих видінь Павло від Хреста починає просити місцевого єпископа благословити його заснувати нову чернечу громаду. Він пише Статут для цієї громади, члени якої жили б у бідності та самотності, розмірковуючи про Страсті Господні. Першим його сподвижником в організації нової чернечої громади став його власний брат Іван Баттіста.
7 червня 1727 року римський папа Бенедиктом XIII благословив Павла від Хреста на духовну діяльність, після чого брати починають проповідувати, мандруючи по всій Італії. Їх старанність і прагнення жити в бідності привернуло до них безліч охочих вступити в їхню нову чернечу громаду.
Перший монастир під керівництвом Павла від Хреста був заснований в 1737 році на горі Арджентаріо. Через деякий час Павло від Хреста був висвячений на священника і отримав право приймати охочих у заснований ним монастир. У цей час громада ченців вже налічувала дев'ять осіб. Духовність пасіоністів, згідно з Павлом від Хреста, повинна була складатися з двох елементів: суворої аскези і проповіді про Хрест Господній. Ченці ходили селами, розповідаючи мешканцям про Страсті Ісуса Христа. Також Павло Хреста вів активне листування: збереглося більш ніж дві тисячі його листів, в яких розкривається його духовне, глибоко містичне життя.
У 1769 році римський папа затвердив Статут нової чернечої конгрегації, яка стала називатись «пасіоністи» (від лат. Passio — страждаю).
Павло від Хреста помер 18 жовтня 1775 року. Незадовго до своєї смерті він також заснував жіночу гілку пасіоністів.

## Прославлення
1 жовтня 1852 року римо-католицька церква зарахувала Павла від Хреста до лику блаженних. 29 червня 1867 року римський папа Пій IX зарахував його до лику святих.
День пам'яті святого Павла від Хреста — 28 квітня.